# 林其谁
林其谁（1937年12月15日—），男，原籍福建莆田，生于上海，中国生物化学家，中国科学院上海生命科学研究院生物化学与细胞生物学研究所研究员。

## 生平
1959年毕业于上海第一医学院。2003年当选为中国科学院院士。

## 社会兼职
联合国教科文组织国际细胞研究组织主席，亚洲大洋洲生物化学家与分子生物学家联合会主席。